# هيستسي بيجل 2021
هيستسي بيجل 2021 هو سباق دراجات هوائية من فئة  سباق يوم واحد، وهو الموسم رقم 14 من هيستسي بيجل، وأقيم في 31 يوليو 2021، وامتدّ لمسافة 192.8 كيلومتر ضمن سباقات طواف أوروبا للدراجات 2021.
فاز  بالمركز الأول Pascal Eenkhoorn ‏، وبالمركز الثاني يفيس لامارت، وبالمركز الثالث Jonas Rickaert ‏.

## الفائزون
| الترتيب | الفائز            |
| ------- | ----------------- |
| الفائز  | Pascal Eenkhoorn ‏ |
| الثاني  | يفيس لامارت       |
| الثالث  | Jonas Rickaert ‏   |

## وصلات خارجية
- الموقع الرسمي
- لمحة عن سباق هيستسي بيجل 2021 على موقع  ProCyclingStats   (برو  سايكلنج  ستاتس) - إحصاءات  محترفي  الدراجات.

- هيستسي بيجل 2021 على موقع إحصائيات الدراجات الإحترافية (الإنجليزية)